# 花まる電家
『花まる電家』（はなまるでんか）は、日本テレビ系列・東北7県ブロックネットで放送されていたミニ番組である。放送期間は1999年10月 - 2008年4月。

## 概要
東北電力の一社提供と、エルクの協力で放送。以前はエルクもCM活動を行っていたため、エルクと東北電力の2社提供だった。オール電化住宅を訪問し、その良さをインタビューしていた。

## 歴代出演者
石川ひとみが出演していた頃には、「Eライオン」というパペット人形も出演していた。
- 安斎摩紀（ミヤギテレビアナウンサー） - リポーター（2003年4月 - 2008年4月）
- ナレーションは、後期においてミヤギテレビの男性アナウンサーが週替わりで担当していた。
- 石川ひとみ（1999年10月 - 2003年3月）
  - 三浦理恵子が出演した回もある。
- 小山羊右 - ナレーション

## 放送時間
- ミヤギテレビ：日曜 21:54 - 22:00
- 青森放送：土曜 22:54 - 23:00（正味の放送時間22:54.30 - 22:58.00）
- 秋田放送：土曜 22:54 - 23:00（正味の放送時間22:55.00 - 22:58.30）
- テレビ岩手：土曜 21:54 - 22:00
- 山形放送：土曜 22:54 - 23:00
- 福島中央テレビ：土曜 22:54 - 23:00
- テレビ新潟：月曜 21:54 - 22:00

なお、青森放送と秋田放送の番組表上の放送時間が一緒だが、実際は秋田放送の方が30秒ほど放送時間が遅めであった（テープネットあるいは裏送り収録のため）。

## 関連番組
- 月刊 元気一番"生"テレビ-本番組と同じ東北電力がスポンサーについていて、なおかつ一社提供の為。
- スタイルe!

| ミヤギテレビ 日曜 21:54 - 22:00 | ミヤギテレビ 日曜 21:54 - 22:00 | ミヤギテレビ 日曜 21:54 - 22:00 |
| 前番組                          | 番組名                          | 次番組                          |
| ------------------------------- | ------------------------------- | ------------------------------- |
| -                               | 花まる電家                      | ミテコレ                        |